# Alfredo Miguel Aguayo Sánchez
Alfredo Miguel Aguayo Sánchez (Ponce, 28 de marzo de 1866 - La Habana, 30 de abril de 1948) fue un pedagogo, historiador de arte, ensayista y crítico puertorriqueño, hijo del también pedagogo Nicolás Aguayo y nieto del ilustre escritor, periodista y político abolicionista Nicolás Aguayo y Aldea (1808-1878), ambos también puertorriqueños. 

## Biografía
Nacido en Puerto Rico, desde los trece años residió en Cuba, hacia donde se había trasladado su familia por la persecución de que eran objeto las ideas independentistas del padre; en Cuba desarrolló prácticamente toda su carrera académica. Con 18 años se inició como profesor en el Colegio "La Divina Caridad" y en la escuela del Círculo de Trabajadores de La Habana, de la cual llegó a ser director. Se licenció en Derecho (1893) y vivió exiliado en Puerto Rico y en Estados Unidos entre 1895 y 1897 con motivo de la aparición de un folleto independentista escrito por su padre y atribuido a él. Durante la Guerra de la Independencia viajó a Estados Unidos y Puerto Rico (donde fue juez de instrucción y magistrado), pero, concluida esta, volvió a Cuba y consagró su vida a renovar la enseñanza en este país. Se doctoró en Pedagogía por la Universidad de La Habana (1903), licenciándose además en Filosofía y Letras (1906).
El gobierno de la ocupación estadounidense le había nombrado en 1900 Director escolar de La Habana, y un año después Superintendente provincial de escuelas. En 1906 ganó por oposición la cátedra de Pedagogía de la Universidad de La Habana. Desde 1912 fue profesor titular de Psicología pedagógica, Higiene escolar e Historia de la pedagogía. Luchó contra el empleo de métodos anticuados en la enseñanza y por lograr que se reconociera la importancia pedagógica de la Psicología Infantil. Divulgó las corrientes más modernas de su época en Pedagogía, en especial el Pragmatismo norteamericano de John Dewey. Hablaba y escribía con pleno dominio el francés, italiano, inglés, alemán y latín, lo que le permitió acumular una vasta y actualizada cultura que hizo se le considerase también como erudito.
Fundó durante 1912 un Laboratorio de Paidología en la Universidad de La Habana e impulsó también la formación de maestros, a través de su labor como fundador y profesor de la Escuela Normal de Verano. A partir de 1913 fue miembro de la Agrupación Pedagógica Universitaria presidida por el pedagogo Luciano Martínez. Redactó numerosos libros de texto para la enseñanza primaria, y fue autor de tratados de Pedagogía, Psicología y Didáctica entre otras muchas obras. Al ser clausurada la Universidad de La Habana durante la dictadura de Gerardo Machado, fue detenido durante algún tiempo por sospechas de subversión y organizó la Academia Pedagógica de La Habana para atender a profesores y maestros.
Fundó, editó y dirigió la Revista de Educación de La Habana y colaboró en importantes publicaciones periódicas de aquellos años, como las revistas La Instrucción Primaria, Universidad de La Habana, Cuba Pedagógica, El Mundo, Revista Bimestre Cubana, Revista Pedagógica Cubana y Patria, donde aparecen numerosos artículos suyos (su bibliografía pasa de los cuatrocientos títulos). En 1944 fue nombrado profesor emérito. Ejerció una gran influencia entre los educadores cubanos posteriores a él, ya que una gran mayoría bebió en sus numerosos libros.
Se aprecian tres etapas en su producción: entre 1884 y 1910 está influido por el pensamiento pedagógico cubano de siglo XIX y el Positivismo de corte spenceriano; entre 1910 y 1936, su época más fecunda, se inclina al pragmatismo y el movimiento de la Nueva Educación; por último, entre 1936 y 1948 su obra declina al igual que su vida.

## Obras
- Curso de pedagogía. La Habana: La moderna poesía, 1905; la 5.ª ed. corregida y aumentada, con el simple título Pedagogía, La Habana: Cultural, 1945.
- Didáctica de la escuela nueva. La Habana: Cultural, 1932; 3.ª ed. corregida y aumentada, íd, íd, 1943.
- El método funcional en la educación. La Habana: Imprenta el siglo XX, 1916.
- El vocabulario de los niños cubanos, La Habana: Universidad de la Habana, Laboratorio de paidología, 1920.
- Ensayos sobre la educación de la postguerra. La Habana, Cultural, 1941.
- Enseñanza de la lengua materna en la escuela elemental. La Habana: Comas y López, 1910.
- La Facultad de Educación en la Universidad de La Habana, La Habana: Asociación Pedagógica Universitaria, 1923.
- La pedagogía en las universidades. La Habana: Avisador Comercial, 1909
- “Pedagogía”, en Manual o Guía para los exámenes de maestros bajo la dirección del Dr. Carlos de la Torre. La Habana: T. Librería la Moderna Poesía, 1904.
- La Escuela Novísima. Escuela del Porvenir. La Habana: Imprenta El Avisador Comercial, 1909
- La Escuela Primaria como debe ser. La Habana: Imprenta La Propagandista, 1916
- Lecciones de Higiene Escolar. La Habana: Cultural, 1929
- Filosofía y nuevas orientaciones de la educación. La Habana: Cultural, 1932
- Con E. Fernández de Guevara, Los cursos de estudio: organización, evaluación y revisión. La Habana: Cultural, 1939.
- La democracia y su defensa por la educación. La Habana: Cultural, 1941.
- Pedagogía científica: psicología y dirección del aprendizaje, La Habana: Cultural, 1943.
- Problemas generales de la nueva educación, 2.ª ed. corregida y aumentada. La Habana: Cultural, 1943.
- Tratado de psicología pedagógica, La Habana: La moderna poesía, 1925.
- Tres grandes educadores cubanos: Varona, Echemendía y María Luisa Dolz. La Habana, 1937.
- Enseñanza de la lengua en la escuela elemental. La Habana, Imp. Comas y López, 1910.
- Pedagogía del escolar (traducción del alemán).
- Con Carlos de la Torre Huerta, Geografía de Cuba. La Habana: La Moderna Poesía, 1922.
- Luis Vives como educador. La Habana: Imp. El siglo XX de A. Miranda, 1916
- “Ideas pedagógicas del padre Varela”, en La Escuela Cubana, La Habana, 1 (1): 7-16, nov. 11, 1899.
- Concepto de la percepción con las principales determinaciones y su aplicacion a la doctrina del método (tesis doctoral)
- La pedagogía de las escuelas secundarias.
- Las escuelas normales y su organización en Cuba.
- Los laboratorios de paidologia y las clínicas psicológicas.
- Desarrollo y educación del poder de observación.
- Elogio del Dr. Manuel Valdés Rodríguez.
- Geografía elemental.
- Elementos de Aritmética.
- Estudio de la naturaleza.